# Scarlett Bordeaux
Elizabeth Chihaia (Chicago, Illinois; 13 de mayo de 1991) es una luchadora profesional y modelo estadounidense. Es conocida por su trabajo para la empresa WWE, donde se presentó bajo el nombre de Scarlett.
Como Scarlett Bordeaux, es conocida por haber competido en promociones como Ohio Valley Wrestling (OVW), Ring of Honor (ROH), Impact Wrestling, Lucha Libre AAA Worldwide (AAA), Combat Zone Wrestling (CZW), y Chikara.

## Primeros años
Chihaia nació en Chicago, Illinois, y vivió con sus abuelos en Rumania hasta que ella tenía cuatro años. Ella regresó a los Estados Unidos y participó en el coro mientras asistía a Carl Sandburg High School en Orland Park, Illinois. Después de la escuela secundaria, se convirtió en una estudiante universitaria a tiempo completo que se especializa en teatro musical y se graduó en Columbia College. Se entrenó en un invernadero como mezzosoprano.

## Carrera

### Circuito independiente (2012-2019)
Bordeaux debutó el 27 de abril de 2012 en un evento CSW Southside Showdown, derrotando a The Angel. Durante este tiempo, Burdeos adoptó el personaje de heel de prima donna superficial. 
Hizo su debut en Chikara, donde comenzó a ser presentadora de The Throwdown Lowdow, en su primera entrevista a 2 Cold Scorpio. Desde entonces, Bordeaux continuó siendo la anfitriona de The Throwdown Lowdown. Bordeaux regresó a Chikara el 13 de marzo de 2013 como anfitriona de The Throwdown Lowdown en reemplazo de Natali Morris

### Ohio Valley Wrestling (2012)
Bordeaux recibió una prueba para Ohio Valley Wrestling (OVW) en la edición del 1 de agosto de 2012 de OVW Episode 676, donde se enfrentó a las dos excampeonas OVW Women's Champion Epiphany en un combate individual. Bordeaux regresó a OVW haciendo su debut televisivo en la edición del 3 de octubre del episodio 685 de OVW, donde compitió contra la entonces Campeona Femenina OVW Heidi Lovelace en un esfuerzo de perder después del combate, Bordeaux mostraría buen espíritu deportivo. Más tarde ese evento, compitió en su segundo combate de la noche derrotando al tres veces campeón "The (Irish) Redheaded Bombshell" Taeler Hendrix en un dark match para reclamar su primera victoria.

### Ring of Honor (2012-2018)
Scarlett hizo su debut para Ring of Honor, apareciendo en el ROH 11th Anniversary Show como heel, acompañando al nuevo miembro de The House of Truth Matt Taven junto a Truth Martini para su combate contra Adam Cole por el ROH World Television Championship.
Después de perder el título ante Tommaso Ciampa, Taven cambio a face y disparó a Truth Martini para terminar sus servicios con Bordeaux y Martini. Desde que The House of Truth se separó a comienzos de 2014, Scarlett ya no era una 'Hoopla Hottie' y comenzó a compartir las funciones de presentador de ring con Bobby Cruise en grabaciones de televisión ROH y eventos en vivo. Como parte de su anunciar los deberes, Scarlett anunció en el 12 ° Aniversario Show de ROH, un momento que luego afirmó como favorito en su carrera junto con su debut en el ring y su tiempo como "Hoopla". Hottie ".

### Total Nonstop Action Wrestling / Impact Wrestling (2014-2015, 2018-2019)
El 10 de mayo, Bordeaux hizo su debut para la Total Nonstop Action Wrestling en One Night Only Knockouts derribo de pay-per-view, frente a las de las mujeres Campeona de Knockout de TNA Angelina Love, pero no pudo clasificarse por el combate de Knockouts guantelete para coronar al "Queen of the Knockouts" más tarde esa noche.
Durante julio de 2018, comenzaron a aparecer viñetas que anunciaban el debut de un "Misteriosa Knockout", que debutaron con Bordeaux. En el episodio del 26 de julio de Impact, Bordeaux finalmente hizo su aparición para una entrevista con Alicia Atout, estableciéndose como heel.
En junio, se informó que Bordeaux solicitó su liberación de la empresa. El 18 de junio de 2019, Impact Wrestling anunció que Bordeaux fue liberado de su contrato.

### Lucha Libre AAA Worldwide (2018-2019)
El 7 de septiembre, Bordeaux hizo su debut en la AAA en Cancún, haciendo equipo con Keira y La Hiedra derrotando a Lady Shani, Lady Maravilla y Vanilla Vargas. Dos días después, Bordeaux junto con Keira y Hiedra, cayeron derrotadas con Shani, Maravilla y Vargas. El 28 de octubre en Héroes Inmortales XII, Bordeaux tuvo una lucha titular ante la campeona Faby Apache por el Campeonato Reina de Reinas de AAA siendo derrotada junto con Keira y Star Fire.
El 3 de agosto en Triplemanía XXVII, Bordeaux junto con Sammy Guevara compitieron por el Campeonato Mundial en Parejas Mixto de AAA contra el Australian Suicide y Vanilla Vargas, Niño Hamburguesa y Big Mami y Lady Maravilla y Villano III Jr., donde fueron coronados como nuevos campeones.

### WWE (2014-2016, 2019-2021)

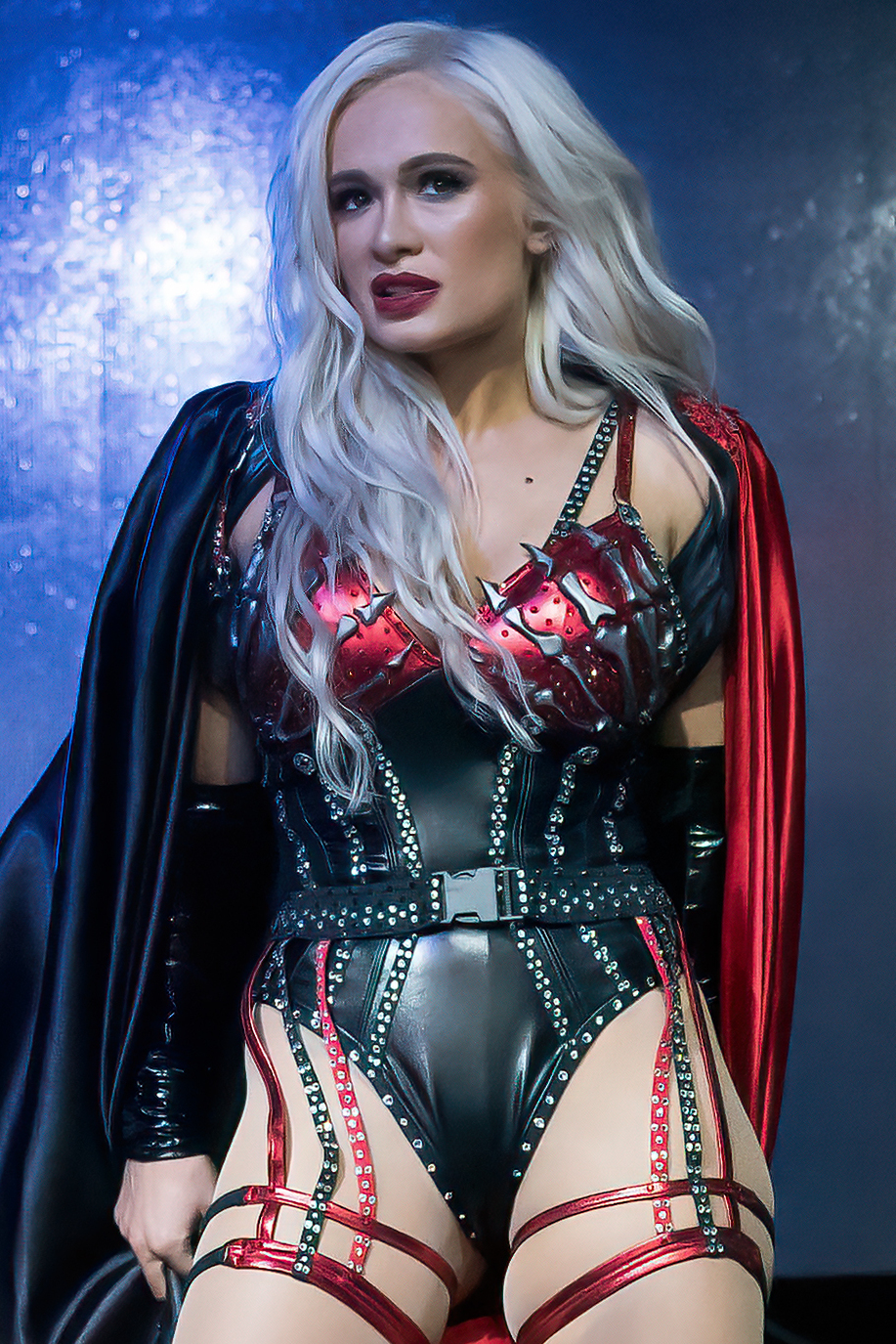
Scarlett en junio de 2022.

Scarlett hizo una aparición en la WWE, el 1 de junio de 2014, apareciendo como uno de los varios asistentes a fiestas con trajes coloridos de Adam Rose llamados "The Rosebuds" en el evento de Payback. A finales de abril, trabajó en los shows de la WWE en Rockford y Peoria, Illinois, como parte del séquito de Adam Rose; ella ha declarado que ha actuado como Rosebud unas 15 veces en marzo de 2015.
En el episodio del 26 de diciembre de 2016 de Raw, Bordeaux hizo su debut en el ring para la WWE, perdiendo ante Nia Jax en una lucha rápido.
En septiembre de 2019, Bordeaux estuvo en el WWE Performance Center en Orlando, Florida, para una prueba. El 5 de noviembre, la WWE anunció que Bordeaux había firmado un contrato con la compañía y que ella se estableció que informe al WWE Performance Center en ese mismo mes. Hizo su debut el 6 de mayo como mánager del también debutante Karrion Kross ganando la lucha en un corto combate (squash).
El 4 de noviembre del 2021, informó la WWE que Scarlett fue despedida, junto con Franky Monet y Ember Moon, esto como parte de una séptima ronda de despidos causado por la pandemia de COVID-19, que involucró a personal administrativo, de planta y talentos de la franquicia.

### Regreso a circuito independiente (2022)
Después de ser despedida de la WWE, empezó a luchar bajo su nombre y como Scarlett Bordeaux. WrestlePro Killer Instinct derrotó a Harley Cameron.

### Regreso a la WWE (2022-2025)
Bordeaux hizo su regreso a la WWE en el episodio del 5 de agosto del 2022 de SmackDown, donde fuera despedido el con su pareja, Karrion Kross en la vida real 9 meses atrás, atacando al retador por el Campeonato Universal Indiscutible de la WWE Drew McIntyre para luego confrontar al campeón Roman Reigns.

## Vida personal
Elizabeth cita a Bull Nakano, Ayako Hamada, Awesome Kong, Maryse, Gail Kim y Lita como sus luchadoras femeninas favoritas.
Chihaia está en una relación con el también luchador profesional Kevin Kesar, conocido por su nombre en ring Karrion Kross, el cual a través de sus redes sociales el 23 de septiembre del 2021 anunciaron su compromiso matrimonial.

## Campeonatos y logros
- DDT Pro-Wrestling
  - Ironman Heavymetalweight Championship (1 vez)[9]

- East Coast Wrestling Association
  - ECWA Women's Championship (1 vez)

- Maryland Championship Wrestling
  - MCW Rage Television Championship (1 vez)[10]

- Pro Wrestling After Dark
  - SAW Women's Championship (1 vez, actual)[11]

- Pro Wrestling Illustrated
  - Situada en el Nº89 en el PWI Female 100 en 2019.